# Cacatua galerita
Cacatua galerita, hay vẹt mào Sulphur, là một loài chim trong họ Cacatuidae.
Loài này sinh sống ở các vùng nhiều cây ở Úc và New Guinea.

## Hình ảnh

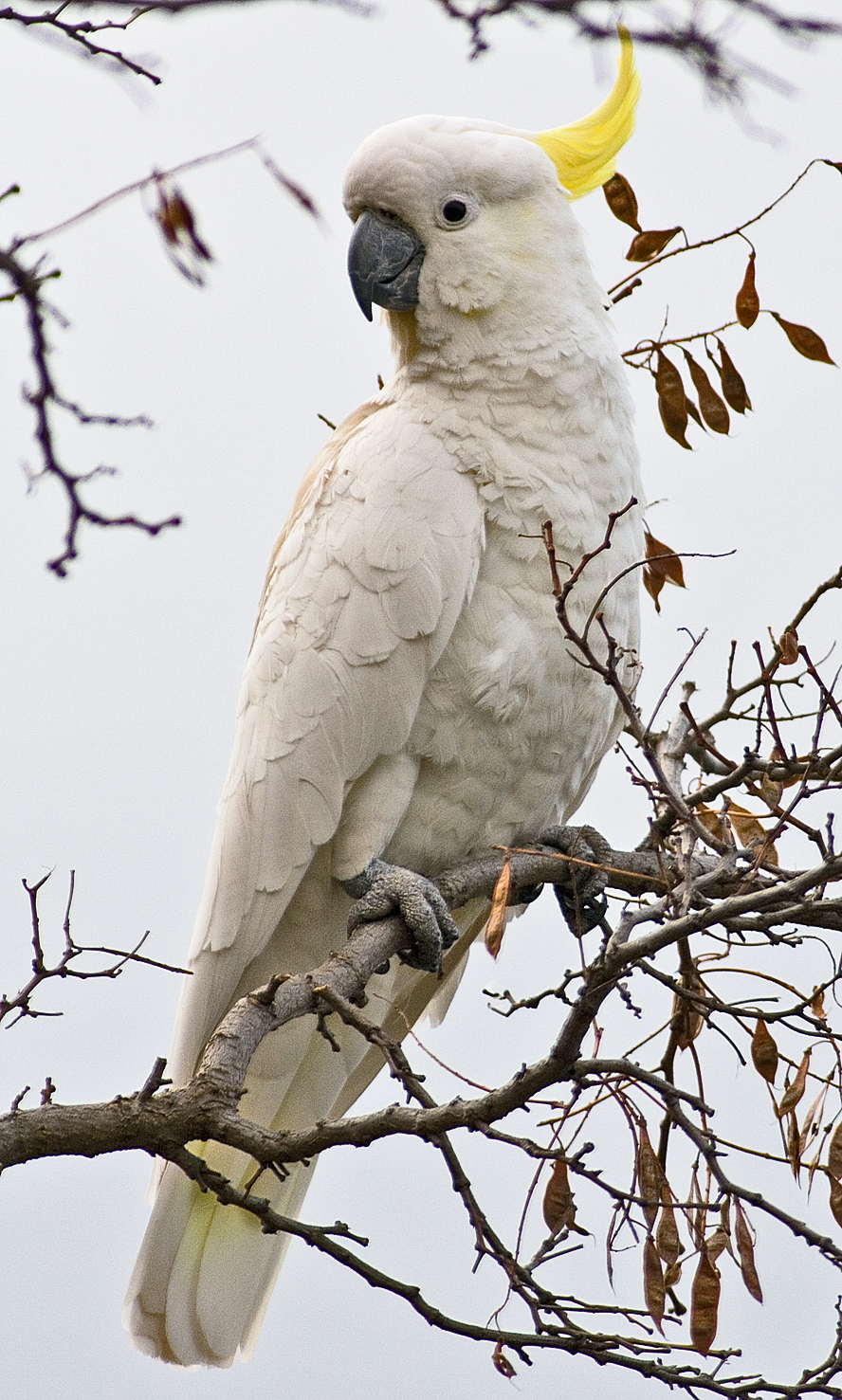
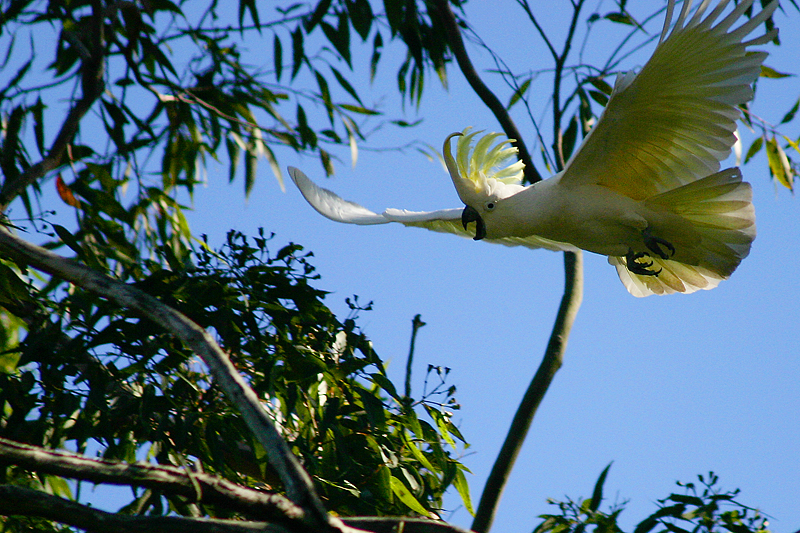
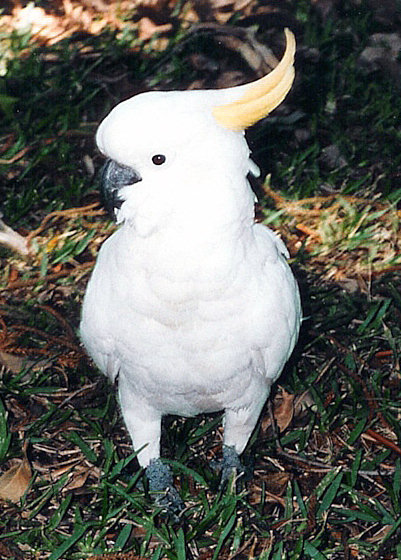
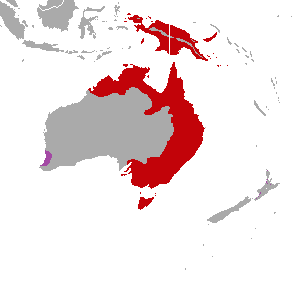